# USS Patriot (MCM-7)
Pour les autres navires du même nom, voir USS Patriot.
L'USS Patriot (MCM-7) est un chasseur de mines de classe Avenger.
La quille du navire a été posée le 31 mars 1987. Il a été lancé le 15 mai 1990 avant d'entrer en service le 13 décembre 1991.